# Над всей Испанией безоблачное небо
«Над всей Испанией безоблачное небо» — по мнению некоторых источников, пароль (позывной) к началу военного мятежа против Второй республики в Испании, употреблённый 18 июля 1936 года в передаче радиостанции, расположенной в испанской Северной Африке (называют Сеуту, Мелилью, Тетуан), и послуживший сигналом для одновременного совместного выступления военных по всей стране, которое стало началом гражданской войны 1936—1939 годов.
В СССР сообщение о таком позывном (в редакции «По всей Испании безоблачное небо») встречается уже в книге «Героическая Испания», изданной осенью 1936 года и затем постоянно воспроизводится.
В испанских источниках почти не встречаются упоминания о каком-либо конкретном пароле к началу восстания. По мнению журналиста Давида Солара, главного редактора популярного журнала об истории «La Aventura de la Historia», не было и одновременного совместного выступления: «Было много разных сигналов, в каждой провинции имелся свой, так как не все могли восстать одновременно». Немногочисленные источники на испанском языке приводят фразу-позывной в различных версиях: En toda España el cielo está despejado (кубинский журналист П. Гусман Кастро), En toda España cielo despejado (аргентинская романистка Мабель Пагано), Todo el cielo de España está despejado (Эухенио Посада, мемуарист, в книге кубинского журналиста Р. Эрнандеса Ортеги).
Зато достоверно известно, что 18 июля в 15:15 республиканское правительство в Мадриде передало по радио официальное сообщение, начинавшееся словами: «Правительство снова подтверждает, что на всём полуострове полное спокойствие» (исп. De nuevo habla el Gobierno para confirmar la absoluta tranquilidad en toda la Península).